# Johann Friedrich Naumann
Pour les articles homonymes, voir Naumann.

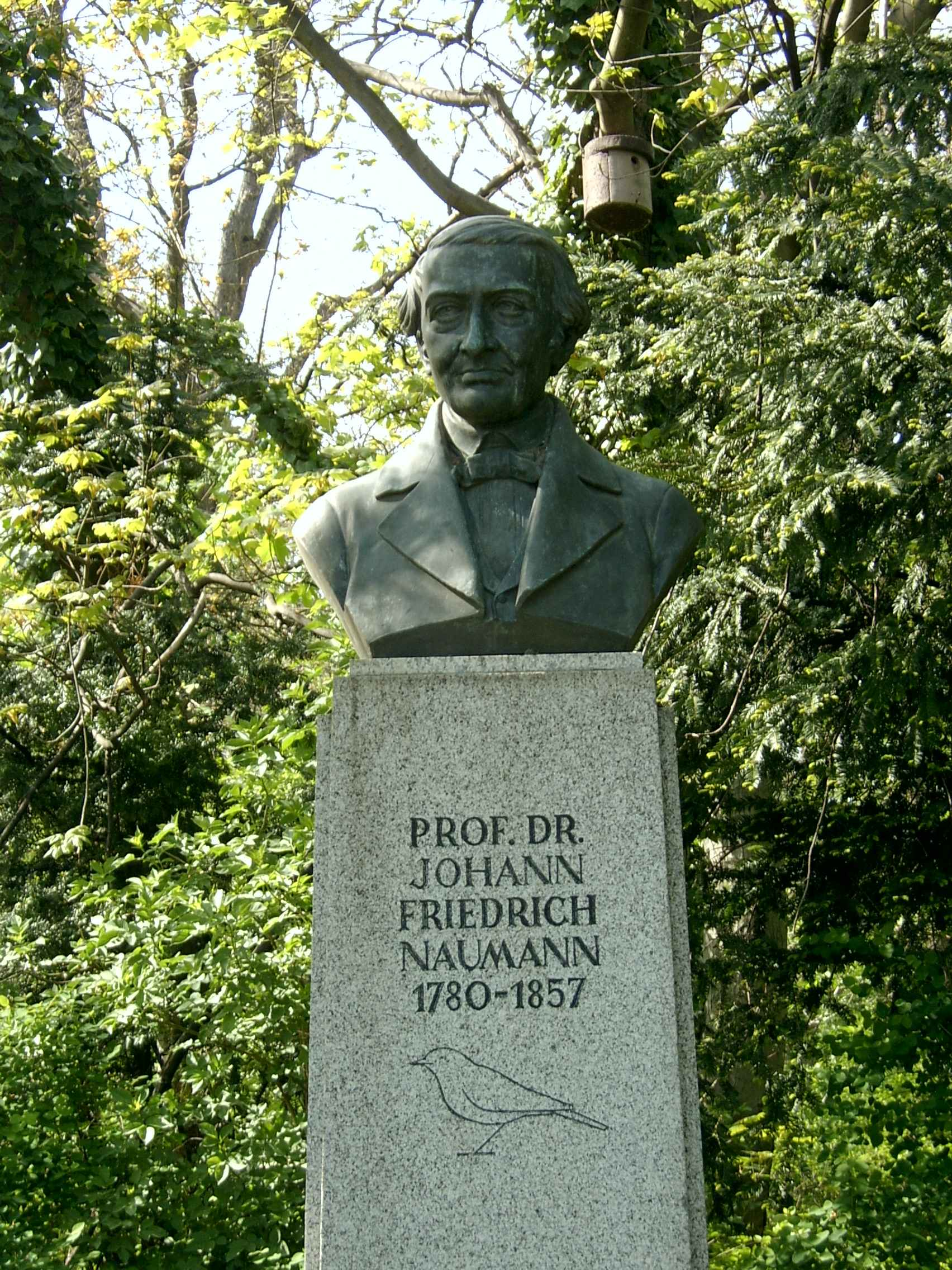
Buste sur la tombe de Johann Friedrich Naumann.

Johann Friedrich Naumann est un ornithologue allemand, né le 14 février 1780 à Ziebigk (partie de Südliches Anhalt) et mort le 15 août 1857 dans ce même village.

## Biographie
Il est le fils du fermier et ornithologue Johann Andreas Naumann. Il montre dès son jeune âge un grand talent pour le dessin. Il doit quitter l’école à 14 ans pour aider son père dans l’exploitation familiale.
Il commence à faire paraître en 1820 un très important ouvrage d’ornithologie qu’il cosigne avec son père : J.-A. Naumann’s Naturgeschichte der Vögel Deutschlands ; herausgegeben von dessen Sohne J.-F. Naumann, bien qu’il soit très nettement le principal auteur. Il réalise notamment les 400 gravures qui illustrent ces douze volumes dont la parution s'échelonne sur 24 ans. Il le complète en 1847 par un volume supplémentaire. Cet immense ensemble sera réédité de 1901 à 1904 sous le titre de Naturgeschichte der Vögel Mittel-Europa (Gera, douze volumes) par Carl Richard Hennicke (de).
En 1821, le prince Ferdinand Friedrich lui achète sa collection d’oiseaux naturalisés pour 2 000 thalers. Il le nomme également directeur de son cabinet de curiosités. Naumann participe, en 1850, à la création de la Deutsche Ornithologen-Gesellschaft.
La ferme familiale a été transformée en musée.

## Source
- Maurice Boubier, L’Évolution de l’ornithologie, Paris, Alcan, coll. « Nouvelle collection scientifique », 1925, ii + 308